# Hotel Savoy
L'hotel Savoy (conosciuto anche come Savoy Hotel) è un albergo di Londra,  situato sullo Strand, presso la city of Westminster a Central London.

## Descrizione e storia
Costruito dall'impresario teatrale Richard D'Oyly Carte, con i ricavi dalle opere di Gilbert e Sullivan, l'albergo fu inaugurato il 6 agosto 1889. Fu il primo del gruppo Savoy di alberghi e di ristoranti, di proprietà della famiglia di Carte per oltre un secolo. Fu anche il primo hotel di lusso in Gran Bretagna e apportò numerose innovazioni, come l'introduzione di luci elettriche in tutto l'edificio, l'uso di ascensori elettrici, bagni interni nella maggior parte delle camere riccamente arredate, acqua calda e fredda e altro ancora. Carte assunse César Ritz e lo chef Auguste Escoffier, stabilendo uno standard qualitativo senza precedenti nel servizio alberghiero, nell'intrattenimento e nella ristorazione di lusso.
L'hotel divenne l'impresa di maggior successo di Carte. Le sue band, la Savoy Orpheans e la Savoy Havana Band, divennero famose e altri artisti che spesso lavoravano nell'albergo (oltre che essere anche spesso ospiti) furono George Gershwin, Frank Sinatra, Lena Horne e Noël Coward. Tra gli ospiti illustri che vi hanno dormito vi sono Edoardo VII, Enrico Caruso, Charlie Chaplin, Otto Hahn, Harry Truman, Judy Garland, Babe Ruth, Laurence Olivier, Marilyn Monroe, John Wayne, Humphrey Bogart, Elizabeth Taylor, Barbra Streisand, Bob Dylan, i Beatles, Stan Laurel e Oliver Hardy e numerosi altri.
Nel 1899 venne assunto come facchino un immigrato italiano, Guccio Gucci, che più tardi raggiunse la fama mondiale grazie alla sua azienda Gucci.
Dal 2004 il Savoy è gestito dalla Fairmont Hotels & Resorts; è stato chiamato "l'hotel più famoso di Londra" e rimane uno degli alberghi più prestigiosi e opulenti della City, con 268 stanze, con vista panoramica sul Tamigi tra il Savoy Place e il Thames Embankment. L'albergo è stato chiuso nel dicembre 2007 per imponenti lavori di ristrutturazione, venendo riaperto nell'ottobre 2010. Il costo della ristrutturazione è stato di 220 milioni di sterline
È presente nel film Gambit - Una truffa a regola d'arte di Michael Hoffman (2012) e Stan & Ollie di Jon S. Baird (2018)